# ترقی خانواده جانسون
ترقی خانواده جانسون (انگلیسی: The Rise of the Johnsons) یک فیلم کمدی صامت کوتاه به کارگردانی آرتور هاتلینگ است که در سال ۱۹۱۴ منتشر شد. از بازیگران این فیلم می‌توان به اولیور هاردی اشاره کرد.